# Walter Assmann
Walter Karl Friedrich Assmann (22 de julio de 1896-1 de mayo de 1964) fue un general alemán en la Wehrmacht de la Alemania Nazi durante la II Guerra Mundial que comandó la 101.ª División Jäger. Fue condecorado con la Cruz de Caballero de la Cruz de Hierro.

## Condecoraciones
- Cruz Alemana en Oro el 25 de abril de 1942 como Oberstleutnant en el Infanterie-Regiment 478[1]
- Cruz de Caballero de la Cruz de Hierro el 10 de febrero de 1945 como Generalmajor y comandante de la 101. Jäger-Division[2]